# Список музеїв Волинської області
Список музеїв, розташованих на території Волинської області. Станом на 1 січня 2020 року в області працювали 17 комунальних музеїв, у тому числі Волинський краєзнавчий музей, якому підпорядковано 5 музеїв – 4 відділи і філіал, 89 музейних заклади на громадських засадах, з яких 6 – «Народний музей», 182 музеї при закладах освіти.
|    | Назва                                                                       | Місцезнаходження     |
| -- | --------------------------------------------------------------------------- | -------------------- |
| 1  | Аптека-музей                                                                | Луцьк                |
| 2  | Волинський краєзнавчий музей                                                | Луцьк                |
| 3  | Волинський регіональний музей українського війська та військової техніки    | Луцьк                |
| 4  | Історико-культурний заповідник «Старий Луцьк»                               | Луцьк                |
| 5  | Луцький художній музей                                                      | Луцьк                |
| 6  | Музей археології Волинського національного університету імені Лесі Українки | Луцьк                |
| 7  | Музей Волинської ікони                                                      | Луцьк                |
| 8  | Музей історії Луцького братства                                             | Луцьк                |
| 9  | Музей технічного прогресу                                                   | Луцьк                |
| 10 | Володимир-Волинський історичний музей                                       | Володимир-Волинський |
| 11 | Затурцівський меморіальний музей В'ячеслава Липинського                     | Затурці              |
| 12 | Любомльський краєзнавчий музей                                              | Любомль              |
| 13 | Ковельський історичний музей                                                | Ковель               |
| 14 | Музей історії сільського господарства Волині                                | Рокині               |
| 15 | Торчинський історико-краєзнавчий музей імені Григорія Гуртового             | Торчин               |
| 16 | Музей солом'яного мистецтва «Солом'яне диво»                                | Купичів              |
| 17 | Музей Лесі Українки                                                         | Колодяжне            |
| 18 | Старовижівський краєзнавчий музей                                           | Стара Вижівка        |
| 19 | Кортеліський історичний музей                                               | Кортеліси            |
| 20 | Музей партизанської слави села Лобна                                        | Лобна                |
| 21 | Ківерцівський краєзнавчий музей                                             | Ківерці              |
| 22 | Іваничівський історичний музей                                              | Іваничі (смт)        |
| 23 | Лопатенський історико-природничий музейний комплекс                         | Лопатичі             |
| 24 | Рожищенський районний історико-краєзнавчий музей                            | Рожище               |
| 25 | Нововолинський міський історичний музей                                     | Нововолинськ         |
| 26 | Маневицький краєзнавчий музей                                               | Маневичі             |
| 27 | Устилузька дитяча школа мистецтв - музей-садиба Ігоря Стравінського         | Устилуг              |
| 28 | Камінь-Каширський народний краєзнавчий музей                                | Камінь-Каширський    |